# Fabian Ulfsparre
Fabian Ulfsparre af Broxvik, född 7 januari 1767 i Kyrkefalla socken i Skaraborgs län, död 9 september 1842 i Stockholm, var en svensk ämbetsman. Han var under drygt tretton år landshövding i Nyköping.

## Militär karriär
Ulfsparre blev fänrik vid Södermanlands regemente 1783, stabsadjutant hos generalen friherre von Siegroth 1788, löjtnant i fransk tjänst samma år och i svenska armén 1789.
År 1790 tjänstgjorde han som stabsadjutant hos generallöjtnanten Gustaf Wachtmeister under kriget mot Ryssland och begärde därefter avsked.

## Statsförvaltningen
Ulfsparre blev 1791 e.o. kanslist i justitierevisionen, kanslist i justitiekanslersexpeditionen 1793 och protokollssekreterare i justitierevisionsexpeditionen innan han den 2 oktober 1794 blev lagman i Värmlands lagsaga.
År 1803 blev Ulfsparre vice landshövding i Nyköpings län och ordinarie landshövding 1806. Han behöll denna position till den 15 februari 1815.
Under sin tid som landshövding lät han under åren 1806–1810 bygga det nuvarande residenset i sengustaviansk nyklassicism vid Stora Torget i Nyköping. Huset var tre våningar högt och nio fönsteraxlar brett. De två flyglarna var två våningar höga och åtta fönsteraxlar breda. Man placerade ekonomibyggnaderna med bland annat stall och vagnshus vid Hospitalsgatan. I residenset finns delar av en äldre byggnad, det Kejserska huset. Bygget blev mycket dyrbart för landshövdingen och 1815 övertogs huset av kronan.

## Familj
Ulfsparre var son till överstelöjtnanten Göran Carl Ulfsparre af Broxvik och grevinnan Hedvig Christina Creutz. Han gifte sig första gången den 10 oktober 1797 med friherrinnan Catharina Magdalena Rosenhane. Hon var dotter till Tistad slotts byggherre, friherre Fredrik Bengt Rosenhane. Efter hustruns död 1799 och svärfaderns död året därpå fick Ulfsparre 1801 överta äganderätten till Tistad. Ulfsparre gifte sig andra gången den 5 maj 1801 med grevinnan Anna Charlotta Falkenberg af Bålby (1767–1826). Hon var äldre syster till Henriette Falkenberg, gift med greve Gustaf Wachtmeister på granngården Nääs. På grund av de stora kostnader som bygget av residenset medförde sålde Fabian Ulfsparre senare Tistad 1808 och 1812 till Gustaf Wachtmeister. Efter den andra hustruns död gifte han sig tredje gången 1827 med friherrinnan Christina Charlotta Wrangel af Sauss (1787–1865).
Fabian Ulfsparre avled barnlös 1842.